# L'occhio del male (film 1996)
L'occhio del male (Thinner) è un film  del 1996 diretto da Tom Holland, con Robert John Burke e Joe Mantegna, tratto dal romanzo omonimo di Stephen King. Stephen King stesso compare nel ruolo del farmacista, il dottor Bangor. Il film è stato girato per lo più a Thomaston, Camden e Rockland, nel Maine, non molto lontano dalla casa di King a Bangor.

## Trama
William Halleck investe una vecchia zingara e la uccide. Uno zingaro di 106 anni, assetato di vendetta, lancia contro di lui un anatema: per quanto mangi, William dimagrisce a vista d'occhio. Per quanto la cosa gli piaccia inizialmente, essendo parecchio sovrappeso, presto capisce che la situazione è grave e deve assolutamente trovare una soluzione prima che la morte sopraggiunga.